# Юрген Гардер
Юрген Ганс Ебергард Гардер (нім. Jürgen Hans Eberhard Harder; 13 червня 1918, Свінемюнде — 17 лютого 1945, біля Штраусберга) — німецький льотчик-ас, майор люфтваффе. Кавалер Лицарського хреста Залізного хреста з дубовим листям.

## Біографія
Після закінчення авіаційного училища зарахований в 3-тю групу 53-ї винищувальної ескадри. З червня 1941 року воював на радянсько-німецькому фронті, в грудні 1941 року його група була переведене на Середземне море, потім — в Північну Африку. З 1943 року — командир ескадрильї 53-ї винищувальної ескадри. В січні 1945 року очолив 11-ту винищувальну ескадру. Загинув через нещасний випадок. За однією з версій, в його літаку відмовила система подачі кисню і Гардер отруївся вихлопними газами і втратив керування літаком.
Всього за час бойових дій Гардер збив 64 ворожих літаки, з них 47 — на Західному фронті (включаючи 9 чотирьохмоторних бомбардувальників).

## Звання
- Фанен-юнкер (1 жовтня 1939)
- Лейтенант (1 квітня 1941)
- Обер-лейтенант (1 лютого 1943)
- Гауптман (1 грудня 1943)
- Майор (1 травня 1944)

## Нагороди
- Нагрудний знак пілота
- Залізний хрест 2-го і 1-го класу
- Почесний Кубок Люфтваффе (16 листопада 1942)
- Авіаційна планка винищувача в золоті
- Нагрудний знак «За поранення» в чорному
- Нарукавна стрічка «Африка»
- Німецький хрест в золоті (12 січня 1943)
- Лицарський хрест Залізного хреста з дубовим листям
  - Лицарський хрест (5 грудня 1943)
  - Дубове листя (№ 727; 1 лютого 1945)